# Dempagumi.inc
Dempagumi.inc (でんぱ組.inc) est un groupe de musique féminin, actuellement composé de sept idoles japonaises, originaire d'Akihabara, à Tokyo. Le groupe a comme style de musique particulier qui suit en général le style "denpa".

## Histoire
Le groupe se produit régulièrement au Dear Stage Live Bar d'Akihabara, à Tokyo.
Il anime par ailleurs une émission de radio intitulée "Bibi to Denpa Jack Now!" (ビビッと☆でんぱジャックなう！) et diffusée sur FM Fuji.
Le groupe a participé à la Japan Expo à Paris et celle aux  États-Unis en juillet 2013.
Les filles ont joué les rôles principaux dans le drama Shiro Majo Gakuen (白魔女学園, Académie de la Sorcière Blanche) diffusé en septembre 2013 ; l'histoire est celle de nouvelles étudiantes arrivant à l'Académie de la Sorcière Blanche pour étudier la sorcellerie et la magie.
Le groupe et celui de BiS ont sorti en collaboration le single Denden Passion / Idol (でんでんぱっしょん / Idol) en octobre 2013, ayant été en vente exclusivement lors de leurs lives.
L'année suivante, en  avril 2014, un des membres, Nemu Yumemi, est apparu dans une publicité pour la boisson énergétique S-Cup.
Le même mois, cinq des six membres (Mirin Furukawa, Risa Aizawa, Nemu Yumemi, Eimi Naruse et Ayane Fujisaki) ont été transportées à l’hôpital après avoir été victimes d’une intoxication au monoxyde de carbone pendant le tournage de la saison 2 de Shiro Majo Gakuen,,,. Les jeunes femmes sont rentrées chez elles saines et sauves.
Dempagumi.inc donne son premier concert au Nippon Budokan en mai 2014.
Les idoles sont notamment apparues dans un spot publicitaire pour les nouilles Samurai en compagnie des wota. La chanson utilisée dans cette vidéo est leur single Chururi Churirira. Le participe ensuite au Kawaii Pop Fes à Hong Kong (Chine) en juin 2014 aux côtés d’autres groupes d’idoles. En juillet 2014, Mirin Furukawa est désignée en tant que supportrice officielle du jeu vidéo Groove Coaster EX (グルーヴコースターEX). En août 2014, une campagne est lancée en collaboration entre Dempagumi.inc et les karaoke Joysound. À la fin du même mois, les filles effectuent le premier lancée protocolaire et donne un mini-live avant un match de baseball au Yokohama Stadium. Elles ont été sélectionnées pour être ambassadrices en relation publique de la culture asiatique orientale à la Yokohama Triennale 2014 (ヨコハマトリエンナーレ2014). L’événement est une exposition internationale d’art contemporain.
Dempagumi.inc travaille peu après en collaboration avec un autre groupe d'idoles LinQ sur le single Wessai!! Gassai!! sorti en septembre 2014. Nemu Yumemi et Risa Aizawa ont respectivement réalisé le clip vidéo et le design des costumes.
L’émission de divertissement Dempa Jack -World Wide Akihabara- (でんぱジャック-World Wide Akihabara-) est diffusée sur Fuji TV à partir d'octobre 2014. Dans ce programme, les filles parlent de la culture otaku. Elles interprètent la chanson thème Bari 3 Kyouwakoku (バリ3共和国) qui est sur leur single Dempari Night.
Le groupe participe au festival Anime Idol Asia 2014 à Bangkok (en Thaïlande) en octobre 2014 aux côtés de groupes d'idoles Yumemiru Adolescence et des Kamen Rider Girls.
En novembre 2014, Nemu Yumemi est apparue dans une publicité TV pour Yahoo! Auction dans un costume jaune sexy. Le groupe vend des vêtements et des produits en édition limitée en collaboration avec la marque de mode japonaise Spinns (スピンズ) fin novembre 2014.
Les membres ont travaillé en tant que mannequins pour la campagne X’mas Collection 2014 de Clearstone en décembre.
Risa Aizawa et Nemu Yumemi ont écrit leurs propres livres de recettes intitulés respectivement Risagohan Recipe et Yumemi Noki no Ryouri (夢眠軒の料理). Les deux membres y donnent des conseils de cuisine. Les ouvrages ont été publiés en février 2015.
Les Dempagumi.inc ont participé à Japan Expo 2015 à Paris Nord Villepinte, en France, en juillet suivant. Elles ont poursuivi leur tournée européenne en se produisant à Japan Salone à Milan, en Italie, et à Hyper Japan Festival 2015 à Londres (en Angleterre), quelques jours plus tard.
L’exposition 2.5D Aizawa Risa Seitan Kinen Ten -memento- (相沢梨紗生誕記念展 -memento-) a eu lieu en août 2015 à Tokyo.
Le 1er photobook de Moga Mogami Moga a été publié en décembre 2015. Il comporte des photos de l'idole en maillot de bain et en cosplay.
Risa Aizawa a doublé la voix de la fille du personnage Guy LaPointe (joué par Johnny Depp) dans la version japonaise du film Tusk en 2015.
Les filles ont collaboré avec la marque de mode X-Girl en janvier 2016.
Les Dempagumi.inc ont sorti consécutivement 3 singles numériques en 3 mois entre janvier et mars 2016 : Ha! to the Future, Fanfare wa Bokura no Tame ni et Star☆t Shichauze Haru Dashi ne.
Shiga Takumi était chargé de la direction artistique du 4e album du groupe GOGO DEMPA en vente en avril 2016 ; il a travaillé en collaboration avec les célèbres illustrateurs Ai☆Madonna, Asano Inio, Ichasu, Saigo no Shudan, Natsuko Taniguchi et Yoko.
Le groupe d'idoles a interprété Ohare! Warera ga Sekai no Chūshin (あはれ！我らが世界の中心) qui est la chanson thème de l'anime Ohare! Meisaku-kun (あはれ！名作くん) diffusé sur NHK Eテレ à partir d'avril 2016.
Eimi Naruse sort le 29 mai 2017 son premier photobook N813 en tant que gravure idol ; les photos ont été prises par le photographe Tatsuo Watanabe, spécialisé dans le modèle gravure.
Ayane Fujisaki (surnommée Pinky) forme en juin 2017 avec deux jeunes filles finlandaises Nora et Petra (des Dear Stars☆) le groupe d'idoles Pinky! Nora & Petra (ピンキー! ノーラ&ペトラ) ; elles font leurs débuts avec leur 1er single intitulé Aurora to Peace (オーロラとピース) qui sort le 23 août 2017.
Moga Mogami quitte Dempagumi.inc le 6 août 2017, annonce soudaine a été faite par Moga elle-même sur son blog le même jour, qui provoque l'émoi des fans. La raison est qu'elle souffre de mauvaises conditions physiques depuis plusieurs (elle a annulé ses apparitions à plusieurs événements organisés par les Dempagumi.inc) ; elle a décidé de quitter le groupe d’idoles en raison et ainsi ne plus déranger les fans, ; aucune cérémonie de remise de diplôme publique n’a eu lieu.
Le 30 décembre 2017, deux membres du groupe Niji no Conquistador rejoignent le groupe, augmentant ainsi l'effectif à 7 membres.
Le 16 février 2021, cinq nouvelles membres rejoignent le groupe le même jour du départ de Eimi Naruse, rapport l'effectif à 10 membres.
Le 20 avril 2024, il a été annoncé que le groupe arrêterait ses activités le 5 janvier 2024, après 17 ans d'activité.

## Membres du groupe

### Membres actuels
* Dans l'ordre de participation
* Non-publication d'âge
| Nom                       | Date de naissance | Lieu de naissance       | Surnom     | Couleur attribuée | Couleur attribuée | Phrase d'accroche                                                            | Genre Otaku              | Notes |
| ------------------------- | ----------------- | ----------------------- | ---------- | ----------------- | ----------------- | ---------------------------------------------------------------------------- | ------------------------ | --- |
| Mirin Furukawa (古川未鈴) | 19 septembre      | Préfecture de Kagawa    | Mirin-chan | Rouge             |                   | Game idol that can sing and dance                                            | Jeux vidéo, danse        | Elle fonde le groupe en décembre 2008. Elle est produite par Kenzō Saeki comme idole en solo. Elle a annoncé son mariage en 2019 tout en restant dans le groupe, chose peu commune parmi les idoles japonaises. Elle annonce en janvier 2021 sa grossesse, et prend un congé maternité en mai 2021. Elle revient en activité en 2022 à la suite de la naissance de son fils. |
| Risa Aizawa (相沢梨紗)    | 2 août            | Préfecture d'Osaka      | Risachii   | Blanc             |                   | 2.5D Legend!                                                                 | actrice de doublage      | Leader Elle joint le groupe en juin 2009. Nom précédent : Meme Nishimura. |
| Ayane Fujisaki (藤咲彩音) | 7 décembre        | Préfecture de Saitama   | Pinky      | Bleu              |                   | When I dance, I transform!                                                   | Cosplay                  | Elle rejoint le groupe le 25 décembre 2011. Elle était active comme Pinky! dans la catégorie "Odottemita" de Nico Nico Douga depuis ces jours du collège. Elle a formé avec deux jeunes Finlandaises Noora et Petra (des Dear Stars) le groupe Pinky! Noora & Petra en juin 2017.                                                                                            |
| Rin Kaname (鹿目凛)       | 21 septembre      | Préfecture de Saitama   | Perorin    | Jaune pâle        |                   | Your girlfriend who can also draw illustrations                              | DIY                      | Elle rejoint le groupe le 30 décembre 2017. Elle fut aussi membre de Beboga! (Unit jaune de Niji no Conquistador), et membre support du groupe meme tokyo. |
| Rito Amasawa (愛川こずえ) | 19 juillet        | Préfecture de Miyazaki  | RITO       | Bleu Marine       |                   | Next-generation idol with high potential but no particular dreams or hobbies | Dance covers de Vocaloid | Elle rejoint le groupe le 16 février 2021. Elle est aussi membre du groupe meme tokyo. |
| Ria Kobato (小鳩りあ)     | 4 avril           | Préfecture de Fukuoka   | Riapi      | Rose Poudré       |                   |                                                                              | Maid idol                | Elle rejoint le groupe le 16 février 2021. Elle a fait partie du groupe ENGAG.ING (ja). |
| Hina Takasaki (高咲陽菜)  | 24 novembre       | Préfecture de Yamanashi | Hina-chan  | Orange            |                   | Cinderella Girl who had loved Dempagumi.inc since elementary school          | Calligraphie             | Elle rejoint le groupe le 16 février 2021. Elle a fait également partie du groupe Niji no Fantasista (ja), groupe sœur des Niji no Conquistador qui est désormais dissous. |

### Anciennes membres
| Nom                        | Date de naissance | Lieu de naissance       | Surnom           | Couleur attribuée | Couleur attribuée | Phrase d'accroche                  | Genre Otaku                                | Notes |  |
| -------------------------- | ----------------- | ----------------------- | ---------------- | ----------------- | ----------------- | ---------------------------------- | ------------------------------------------ | --- |  |
| Akari Owata (小和田あかり) |                   |                         |                  | Orange            |                   |                                    |                                            | Elle joint le groupe le décembre 2008 et le quitte le 8 juillet 2010 |  |
| Miu Atobe (跡部みぅ)       |                   |                         |                  | Rose              |                   |                                    |                                            | Elle joint le groupe le 3 juin 2010 et le quitte le 25 décembre 2011 |  |
| Moga Mogami (最上もが)     | 25 février        | Tokyo                   | Mogatanpe Gaamoo | Violet            |                   | Blonde rebel that transcends space | Jeux en ligne                              | Elle joint le groupe le 25 décembre 2011. Elle est forte en Ikebana. Elle a gagné le prix de "Next Gravure Queen Battle" en 2013. Elle quitte le groupe le 6 août 2017. |  |
| Nemu Yumemi (夢眠ねむ)     | 14 juillet        | Préfecture de Mie       | Nemu-kyun        | Vert Menthe       |                   | Eternal almost magical girl        | denpa                                      | Elle joint le groupe le juin 2009. Elle travaille en parallèle en tant que modèle pour des magazines et DJ sous le nom de "DJ Nemukyun". Elle quitte le groupe le 7 janvier 2019. |  |
| Eimi Naruse (成瀬瑛美)     | 16 février        | Préfecture de Fukushima | Eitaso Ei-chan   | Jaune             |                   | High-energy A-POP girl             | Animation, manga                           | Elle joint le groupe le 3 juin 2010. Elle se teint souvent les cheveux en rouge bordeau Nom précédent : Eitaso. Elle quitte le groupe le 16 février 2021. |  |
| Nagi Nemoto (根本凪)       | 15 mars           | Préfecture de Ibaraki   | Nemo             | Vert Menthe       |                   | Singing and Drawing Ponkotsu Otter | Vocaloid                                   | Elle rejoint le groupe le 30 décembre 2017. Elle est aussi membre de Niji no Conquistador (en). Sa couleur de membre était le vert avant le départ de Yumemi Nemu. Cette dernière lui donna sa couleur de membre depuis. Elle part en hiatus en octobre 2021 à la suite de soucis de santé, pour finalement quitter le groupe le 30 avril 2022.                                                                        |  |
| Kozue Aikawa (愛川こずえ)  | 25 octobre        | Tokyo                   | Kozukozu         | Vert Clair        |                   |                                    | Wota (idol otaku) Dance covers de Vocaloid | Elle rejoint le groupe le 16 février 2021. Elle s'est fait connaître pour avoir mis en ligne dès 2008 des vidéos de danse sur des musiques Vocaloid (Notamment Luka Luka★Night Fever, avec 20 millions de vues (15 sur YouTube, 5 sur NicoNicoDouga). Elle a fait partie des groupes Danceroid (en), PRINCESS AT HOME et ENGAG.ING (ja). Elle quitte le groupe le 31 décembre 2022 à la suite d'un traitement médical. |  |
| Aozora Sorano (空野青空)   | 16 octobre        | Préfecture de Toyama    | Aonyan           | Bleu Ciel         |                   |                                    | Gundam Anime eSports                       | Elle rejoint le groupe le 16 février 2021. Elle fait partie du groupe The Nyantokanyaru's et ARCANA PROJECT (ja). Elle fait également partie de la DS Gaming Team. Elle part du groupe le 8 janvier 2024 pour se concentrer sur ARCANA PROJECT. |  |

## Discographie

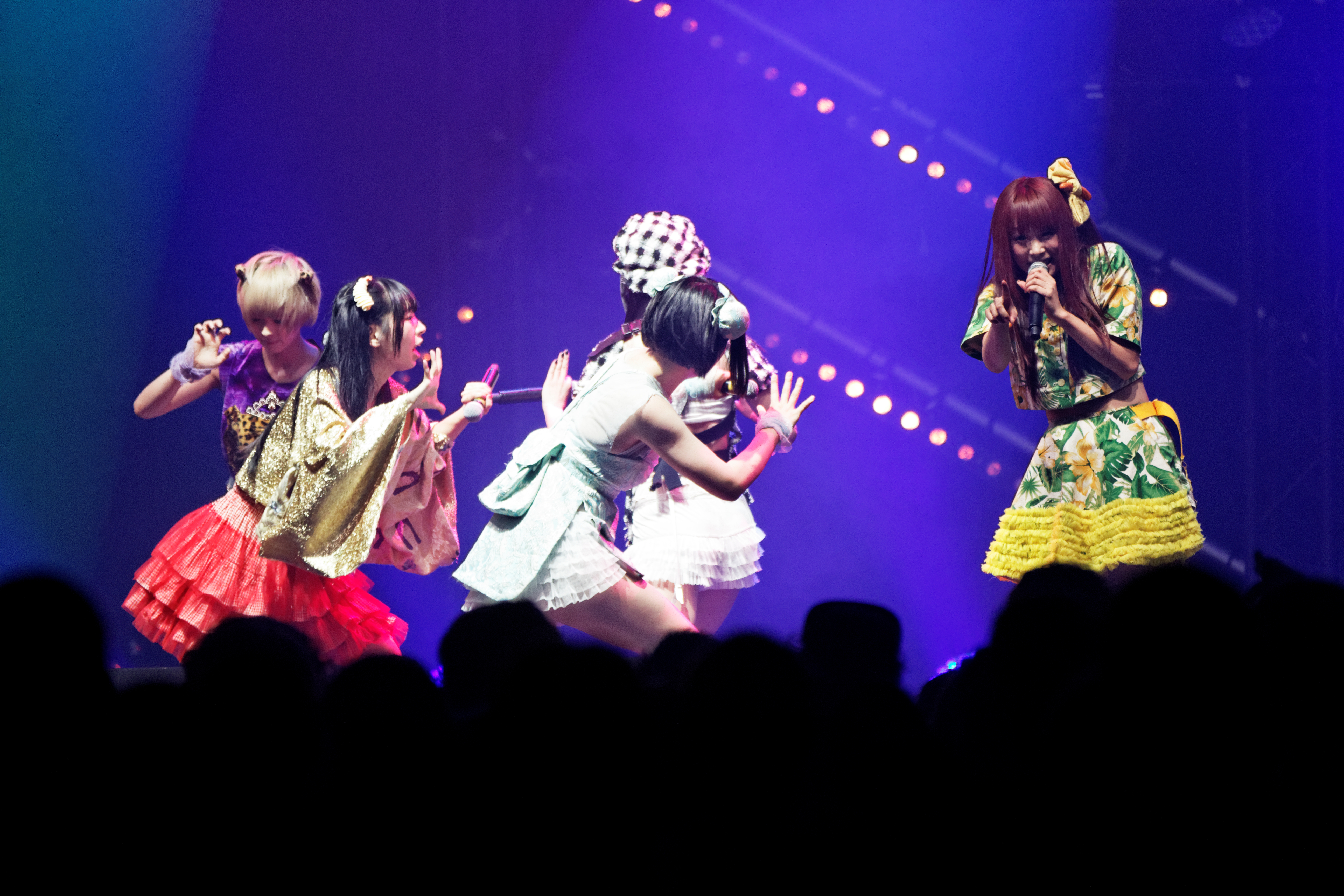
Dempagumi.inc à Japan Expo en juillet 2013.

### Albums
| N°            | Titre | Date de sortie   | Oricon Weekly Album Chart |
| Albums studio | Albums studio | Albums studio    | Albums studio             |
| ------------- | --- | ---------------- | ------------------------- |
| 1             | Nē Kīte? Uchū wo Sukū no wa, Kitto Osushi... de wa Naku, Dempagumi.inc! (ねぇきいて?宇宙を救うのは、きっとお寿司…ではなく、でんぱ組.inc!) | 14 décembre 2011 | 132                       |
| 2             | World Wide Dempa (WORLD WIDE DEMPA) | 11 décembre 2013 | 5                         |
| 3             | WWDD (WWDD) | 18 février 2015  | 3                         |
| 4             | GoGo Dempa (GOGO DEMPA) | 27 avril 2016    | 3                         |
| 5             | Wareware wa Dempagumi.inc da (ワレワレハデンパグミインクダ)                                                                               | 1er janvier 2019 | 10                        |
| 6             | Ai ga Chikyu Sukuunsa! Datte DEMPA GUMI.inc wa Family Desho (愛が地球救うんさ！だってでんぱ組.incはファミリーでしょ)                      | 15 avril 2020    | 5                         |
| 7             | DEMPARK!! (DEMPARK!!) | 20 juillet 2022  | 14                        |
| Compilations  | |                  |                           |
| 1             | WWDBest ~Dempa Ryōkō!~ (WWDBEST～電波良好!～)                                                                                             | 21 décembre 2016 | 4                         |

### Singles
Physiques
| N°            | Titre | Date de sortie    | Oricon Weekly Single Chart |
| Single indie  | Single indie | Single indie      | Single indie               |
| ------------- | --- | ----------------- | -------------------------- |
| 1             | Mirror Magic? | Décembre 2008     | —                          |
| Singles major | |                   |                            |
| 1             | Kiss + Kiss de Owaranai (Kiss+kissでおわらない)                                                                                      | 24 février 2010   | —                          |
| 2             | Piko Piku Pikatte Koishite yo (ピコッピクッピカッて恋してよ)                                                                         | 6 juillet 2011    | 104                        |
| 3             | Future Diver | 16 novembre 2011  | 46                         |
| 4             | Demparade Japan / Tsuyoi Kimochi Tsuyoi Ai (でんぱれーどJAPAN／強い気持ち・強い愛)                                                   | 23 mai 2012       | 37                         |
| 5             | Kirakira Tune / Sabotage (キラキラチューン／Sabotage)                                                                                | 18 juin 2012      | 19                         |
| 6             | W.W.D / Fuyu e to Hashiridasuo! (W.W.D／冬へと走りだすお!)                                                                           | 16 janvier 2013   | 10                         |
| 7             | Denden Passion (でんでんぱっしん) | 29 mai 2013       | 6                          |
| 8             | W.W.D II / Notto Botchi... Natsu (W.W.DⅡ／ノットボッチ...夏)                                                                         | 2 octobre 2013    | 8                          |
| 9             | Sakura Appareshon (サクラあっぱれーしょん)                                                                                           | 12 mars 2014      | 3                          |
| 10            | Dear Stage e Yokoso (Dear☆Stageへようこそ♡)                                                                                          | 14 mai 2014       | 9                          |
| 11            | Chururi Chururira (ちゅるりちゅるりら)                                                                                               | 30 juillet 2014   | 10                         |
| 12            | Dempari Night (でんぱーりーナイト)                                                                                                   | 26 novembre 2014  | 6                          |
| 13            | Otsukare Summer! (おつかれサマー！)                                                                                                  | 17 juin 2015      | 3                          |
| 14            | Ashita Chikyū ga Konagona ni Natte mo (あした地球がこなごなになっても)                                                               | 16 septembre 2015 | 2                          |
| 15            | Sai Ψ Saikōchō! (最Ψ最好調！) | 2 novembre 2016   | 5                          |
| 16            | Oyasumi Polaris Sayonara Parallel World / Girametasu Dempa Stars (おやすみポラリスさよならパラレルワールド/ギラメタスでんぱスターズ) | 4 avril 2018      | 3                          |
| 17            | Precious Summer! (プレシャスサマー！)                                                                                                | 26 septembre 2018 | 2                          |
| 18            | Inochi no Yorokobi (いのちのよろこび)                                                                                                | 26 juin 2019      | 5                          |
| 19            | Princess Dempa Power! Shine On! / Senshuu Banzai! Dempa Ichiza! (プリンセスでんぱパワー！シャインオン！／千秋万歳！電波一座！)       | 19 mai 2021       | 6                          |
| 20            | Shoudouteki S/K/S/D (衝動的S/K/S/D)                                                                                                  | 22 septembre 2021 | 7                          |
| 21            | Doki+Waku=Parade! () | 16 mars 2023      | 9                          |

Singles numériques
1. 16/08/2013 : Not Bocchi... Natsu (ノットボッチ…夏?)
2. 09/10/2015 : Eikyū Zombie na (永久ゾンビーナ?)
3. 18/12/2015 : Dem Dem X'mas
4. 08/01/2016 : Ha! to the Future (破!to the Future?)
5. 05/02/2016 : Fanfare wa Bokura no Tame ni (ファンファーレは僕らのために?)
6. 04/03/2016 : Star☆t Shichauze Haru Dashi ne (STAR☆ットしちゃうぜ春だしね?)
7. 30/04/2018 : Ψ Hakkenden (Ψ発見伝！?)
8. 17/11/2020 : Positive☆Story (ポジティブ☆ストーリー?)
9. 16/11/2021 : Future Diver (10th anniversary ver.)
10. 17/12/2021 : Koukan Daybook♡  (好感Daybook♡?)
11. 28/01/2022 :  Hatsutaiken (初体験?)
12. 16/10/2022 : Dempa tte Ikoze!  (でんぱっていこーぜ!!?)
13. 15/03/2023 : Kodai AKIBA Densetsu  (古代アキバ伝説?)
14. 20/05/2024 : Shoubai Hanjou! Ganso Dempa-ya!  (商売繁盛! 元祖電波屋!?)

Singles en collaboration
1. 12/10/2013 : Denden Passion / Idol (でんでんぱっしょん / Idol?) (BiS × Dempagumi.inc)
2. 12/11/2014 : Ai ga Aru kara!! (愛があるから!!?) (Dempagumi.inc × gdgd)
3. 29/04/2015 : Punch Line! (Shokotan♥Dempagumi.inc)
4. 17/06/2015 : Munasawagi no Himitsu?! (ムなさわぎのヒみつ?!?) (PokeMuhi Motta Dempagumi.inc & Hello Kitty)
5. 03/09/2020 : Zombieland DEMPA!! (ゾンビランドDEMPA!!?) (Dempagumi.inc & Franchouchou)